# Eumerus rusticus
Eumerus rusticus är en tvåvingeart som beskrevs av Sack 1932. Eumerus rusticus ingår i släktet månblomflugor, och familjen blomflugor.
Artens utbredningsområde är Turkiet. Inga underarter finns listade i Catalogue of Life.